# Semper fidelis (álbum)
Semper fidelis es el segundo LP de la banda de Post Hardcore de argentina Melian (banda). 
El CD cuenta con 10 temas, fue grabado en Infire Studios y producido por Javier Casas. Fue lanzado oficialmente el 2 de diciembre en La Trastienda. En la canción III cuenta con la participación de Hernán "Tery" Langer en guitarras y coros. Los cortes de difusión fueron: Alaska, Montañas y Yo, la muerte.

## Canciones
| N.º | Título                    | Duración |  |
| 1.  | «Alaska»                  | 03:05    |  |
| 2.  | «Océano en llamas»        | 03:10    |  |
| 3.  | «Montañas»                | 03:48    |  |
| 4.  | «III»                     | 03:13    |  |
| 5.  | «Errores»                 | 03:30    |  |
| 6.  | «Avanzar.Avanzar.Avanzar» | 03:05    |  |
| 7.  | «Atlas»                   | 02:15    |  |
| 8.  | «Yo, la muerte»           | 03:32    |  |
| 9.  | «Héroes»                  | 03:26    |  |
| 10. | «La iniciativa fénix»     | 03:55    |  |

## Integrantes
- Alejandro Picardi - voz principal (2008 - presente)
- Hernán Rodríguez - Coros y guitarra eléctrica (2008 - presente)
- Alejandro Richter - bajo (2008 - 2013)
- Andrés Druetta - batería (2010 - presente )
- Martín Beas Núñez - Coros y guitarra eléctrica (2008 - 2015)

- Datos: Q42906217